# Stor-Stenbiten
Stor-Stenbiten är en sjö i Sundsvalls kommun i Medelpad som ingår i Indalsälvens huvudavrinningsområde. Sjön är 14,6 meter djup, har en yta på 0,166 kvadratkilometer och befinner sig 196,3 meter över havet. Sjön avvattnas av vattendraget Stenbitbäcken.
Sjön är Stenbitsbäckens källsjö. Den har formen av en bumerang och är omkring en kilometer lång.

## Fiske
Den har ett fiskbestånd av gädda och stor abborre samt svårfångad vild insjööring. I dess utlopp kan man vissa tider med god vattenföring meta bäckforell (eller stenbit som var ett dialektalt namn på dessa) och därav har förmodligen både bäcken och sjön fått sitt namn. Bäcken rinner efter några kilometer ut i sin mindre namne Lilla Stenbiten. Bäcken kan vara svår att följa då den delvis rinner underjordiskt genom myrar.

## Övrigt
Sjön har under 1980-talet fått en skogsbilväg som granne. Innan skogsbilvägen byggdes var det stiglöst land till sjön.
Där fanns en liten timmerkoja som byggts någon gång på trettiotalet av en gammal naturentusiast vars namn fallit i glömska redan på 1950-talet. Den ligger mycket naturskönt belägen på en liten udde mitt i "bumerangkröken". Kojan bestod av ett litet rum plus sammanbyggd vedbod. Rummet innehöll en öppen spis, två träbritsar och ett litet bord, och stugan stod alltid upplåst. Rummet var tapetserat med blad ur en provkatalog för tapeter. Den användes av och till för skogsarbetare, men mestadels för övernattande fiskare som metade för sitt nöjes skull. Sedan skogsbilvägen byggdes renoverades kojan av de nya markägarna och är ej längre tillgänglig för allmänheten.
På sjöns södra sida finns några mindre sandstränder där man kan ta ett uppfriskande dopp, men man ser ofta även älgar som tycker om näckrosrötter göra detsamma. De övriga sidorna är mestadels dyiga.

## Delavrinningsområde
Stor-Stenbiten ingår i delavrinningsområde (694094-157499) som SMHI kallar för Mynnar i Aspån. Medelhöjden är 202 meter över havet och ytan är 6,4 kvadratkilometer. Det finns inga avrinningsområden uppströms utan avrinningsområdet är högsta punkten. Stenbitbäcken som avvattnar avrinningsområdet har biflödesordning 4, vilket innebär att vattnet flödar genom totalt 4 vattendrag innan det når havet efter 15 kilometer. Avrinningsområdet består mestadels av skog (84 procent). Avrinningsområdet har 0,5 kvadratkilometer vattenytor vilket ger det en sjöprocent på 7,9 procent.